# Пасјане
Пасјане (алб. Pasjani или Pasjan) је насеље у општини Гњилане, Косово и Метохија, Република Србија.
Овде се налази основна школа „Миладин Поповић“.

## Географија
По законима самопроглашене Републике Косово насеље се налази у саставу општине Партеш.
Село Пасјане смештено је у Горњој Морави, на друму који из Гњилана води у Прешево. Пасјане је насеље у општини Гњилане на Косову и Метохији. Атар насеља се налази на територији катастарске општине Пасјане површине 1.527 ha.
Село је пре 20 година имало 2.600 становника, а сада има око 1.000 становника. Познато од старина, први пут је поменуто у даровној повељи кнегиње Милице хиландарском пигру Св. Василија, а затим у једном запису из 17. века као пети конак на путу из Новог Пазара у Цариград (помиње Пасїань). Током своје дуге историје село је преживљавало тешке тренутке, као и остала села која су пала под турску власт. Било је великих притиска од стране Турака и Арнаута да тадашњи житељи промене веру, али је упркос томе остало насељено српским православним живљем. Једнобродна црква „Светог Преображења“ подигнута је трудом мештана 1861. године и током турске владавине више пута је рушена, паљена и обнављана. Зидно сликарство у техници „ал секо“ и иконостас потичу из 19. века. У цркви је било сачувано неколико старијих икона из 17. и 18. века.

## Историја
У турском катастарском попису — дефтеру из 1455. године помиње се под именом Пасјан и наводи се да у селу има 94 домаћинства са српским становништвом, на челу са попом.
Милош Милојевић је у 19.веку од Златка Кусчанина (или Кушчевића) добио неколико свадбених песама и од Смиљане Павичевић је добио једну жетелачку песму ("Шетала се, џанум, дилбер-Стана"). Записао их је учитељ Зафир Поповић из Гњилана. У књизи "Песме и обичаји укупног народа српског, књига 2, песме сватовске" село Пасјане се помиње под именом "Посијане"
У селу је 1900. године прослављена школска слава Св. Сава. Након литургије у цркви коју је обавио поп Трајко Антић, литија са народом дошла је у српску школу. Домаћин школске славе (кум) био је мештанин Илија Бојић. Светосавску беседу изговорио је учитељ Илија Поповић. Током ручка свирале су гајде.
Сестре Даница и Љубица Јанковић су у својој књизи "Народне игре, 6. књига" објавиле неколико игара (кола, ора) са текстом песама из Пасјана.

## Демографија
Насеље има српску етничку већину.
Број становника на пописима:
- попис становништва 1948. године: 1325
- попис становништва 1953. године: 1448
- попис становништва 1961. године: 1508
- попис становништва 1971. године: 1845
- попис становништва 1981. године: 1974
- попис становништва 1991. године: 2030

### Попис по националној припадности
| Етнички састав према попису из 2011.‍ | Етнички састав према попису из 2011.‍ | Етнички састав према попису из 2011.‍ | Етнички састав према попису из 2011.‍ | Етнички састав према попису из 2011.‍ |
| ------------------------------------ | ------------------------------------ | ------------------------------------ | ------------------------------------ | ------------------------------------ |
|                                      |                                      |                                      |                                      |                                      |
| Срби*                                | Срби*                                |                                      | 973                                  | 99,99%                               |
| остали                               | остали                               |                                      | 1                                    | 0,01%                                |
| Укупно: 974                          |                                      |                                      |                                      |                                      |

- Срби су делимично бојкотовали попис па тачан број није познат

## Порекло становништво по родовима
Подаци из 1929. године:
Српски родови:
- Дивинци (6 кућа, слава Св. Арханђео), староседеоци. За време неке „давнашње битке“ много се њихових домова иселило у Шумадији. Имају презиме Јовић и Пауновић.
- Костићи (8 к., Митровдан), врло стари досељеници из околине Косовске Митровице. Костићи су старији од албанског досељавања у Горњу Мораву.
- Шошићи (2 к., Св. Никола); старином из Прилепа. Приликом сеобе кренуло је њих четири брата, па се један задржао у Пасјану, а остала три брата отишла у Аустроугарској.
- Рајчићи (1 к., Св. Арханђео) су старином од Крагујевца. Исељени у првој половини XVII века у Белановце код Куманова, доцније због албанског зулума пређу у Горњу Мораву. Мало су живели у Ђелекару код Витине, па опет због зулума прешли у Пасјане око 1770. године.
- Бугарци (2 к., Св. Никола) су старином из Штипа, тадашњег Турског царства, а данашње Македоније. Они су због притисака били принуђени да напусте Штип и населе се у Пасјану око 1860. године.
- Камишевићи (9 к., Св. Ђорђе Алимпије); старином су из рода Камишевића, чија им је старина у Доњој Шипашници. Нису били „мирни“ па су због тога западали у крв и постајали слуге, да би добили заштиту јачих господара. Живели су у Петровцу и Доњем Кусцу, а око 1810. године су се задржали у Пасјану као слуге у Амит-спахијиних из Гњилана.
- Живковићи (2 к., Св. Никола); пресељени из Коретишта око 1810. године.
- Липовчани (6 к., Св. Врачи); пресељени из Липовице око 1810. године кад су им се рођаци „потурчили“. Они су се како причају, још у Липовици заједно са Дивинцима и Костићима из Пасјана, „кад је некад била овде битка“, борили с Турцима и пошто су Турци поново оосвојили земљу. Доскоро су чували и неку „дугачку историју".
- Манџукевићи (5 к., Св. Никола); старином од Крагујевца. До око 1830. године су живели у Горњем Ливочу, па су као слуге прешли у Пасјане.
- Рајковићи (1 к., Св. Врачи); пресељени из Липовице око 1830. год. на имање Албанаца из Подграђа. У Липовици им Албанци „заузели“ имање, а кажу да су били богати као господари Џинићи.
- Симебојковићи (5 к., Св. Врачи); пресељени од зулума из Липовице око 1830. године за слуге у Пасјану на имању Албанаца из Подграђа.
- Карафиљци (3 к., Св. Никола); пресељени из Липовице око 1830. године као слуге. Презиме им је по некој Баби Карафиљки.
- Дрндарци (4 к., Св. Никола); пресељени из Липовице око 1830. године.
- Бојићи (8 к., Св. Никола); старином су из Мозгова код Гњилана. Живели су у Зебницу и Паралову. а око 1830. године прешли у Пасјане за слуге у Сулејман-спаијиних, доцније у приштевачких бегова. Нешто имање су купили још за време Турака. У Мозгову су се презивали Вулин, а у Пасјану им је дато ново презиме по некој њиховој баби Боји.
- Гуџурци (4 к., Св. Арханђео); досељени око 1830. године из Робовца као слуге.
- Гужвићи (5 к., Св. Никола); пресељени из Бинача око 1830. године за слуге у Џинића.
- Матропазовићи (11 к., Св. Арханђео); пресељени око 1830. године из Пожарања за слуге. Презиме им је по неком предку Пави, који је говорио као матрапаз.
- Јанцићи (4 к., Св. Никола); пресељени из Влаштице за слуге.
- Врањци (6 к., Св. Никола); пресељени из Великог Ропотова од истоименог рода око 1850. године као слуге. Старином су из врањског округа.
- Гадалци (1 к., Св. Петка); пресељени са Врањцима из Великог Ропотова из рода Паунића за слуге.
- Баљинци (10 к., Св. Петка); пресељени из Великог Ропотова са Гадалцима.
- Моравци (4 к., Св. Ђорђе); пресељени из Доње Мораве око 1850. године као слуге.
- Аџи-Перци (5 к., Св. Ђорђе); пресељени због зулума из Носаља као слуге око 1850. године.
- Баштованци (2 к., Св. Никола); око 1810. године исељени из Доњег Кормињана у Гњилане, живели и у Доњој Будризи: у Пасјану прешли око 1870. године као слуге.
- Ђорђијини (3 к., Св. Никола); досељени око 1870. године из Мигановца. Старо им је презиме Мутавџијини.
- Казак (1 к., Св. Јован); старином из Доње Будриге, живео у Владову, а око 1890. године прешао у Пасјане на купљено имање.
- Жегранови (2 к., Св. Ђорђе); пресељени из Жегре око 1890. године за слуге.
- Крчкозини (2 к., Св. Врачи); старином из Липовице. И раније су због зулума напуштали имање и пресељавали се у Пасјане и Владово, за слуге, па се поново враћали у Липовици. Најзад настањени у Пасјану око 1900. године за слуге на имању Албанаца из Подграђа. Презиме им је, кажу, дошло што су их некада ухватили где им је украђена коза „крчка“ у лонцу.
- Керић (1 к., Св. Петка); пресељени око 1900. године из Владова.
- Цветанци (1 к., Св. Тодорица); пресељени из Жегре на купљено имање 1911. године.
- Крстић (1 к., Св. Врачи); пресељени из Липовице 1919. године на купљено имање.
- Манчић (1 к.), доселио се 1925. године из врањског краја.
- Презимена која се јављају у селу су: Аксић, Алексић, Антанасковић, Антић, Антонијевић, Анђелковић, Арсић, Богдановић, Бојковић, Бујић, Васић, Гужвић, Денић, Димитријевић, Ђорић, Ђорђевић, Живић, Живковић, Илић, Ивановић, Ивковић, Јанцић, Јевтић, Јордановић, Јовановић, Јовић, Керић, Китановић, Костић, Лентић, Макић, Максимовић, Манџуковић, Марковић, Матрапазовић, Миленковић, Младеновић, Николић, Ничић, Нојић, Нотковић, Пауновић, Павловић, Перић, Петковић, Петровић, Рајчић, Ристић, Савић, Серафимовић, Симијоновић, Симић, Симоновић, Станковић, Стевић, Стојановић, Стојковић, Тонић, Трајковић, Филиповић, Цветковић и Шошић.